# 若杉厚仁
若杉 厚仁（わかすぎ あつひと、1989年10月14日 - ）は、千葉県出身の元自転車プロロードレース選手である。2016年6月より那須ブラーゼン運営会社のNASPO株式会社の代表取締役に就任した。
父親は元テニスプレーヤーで、テニスクラブを立ち上げ指導者もしていたので、父の背中を追いかけるようにテニスをしていたが、高校2年の春から慢性的な腕の故障でテニスができなくなり、テニスから距離を置くようになった。
高校卒業後に自転車競技のアマチュアチームを経て、日本初の地域密着型プロチーム「宇都宮ブリッツェン」に入団したが、ロードレースは人里はなれた場所で行われることが多く、プロのレースなのに観客がいないという厳しい現実が待っていた。「人から隠れてレースをしている気分だった」。

## 来歴
東京学館高等学校出身。

2008年
- spacebikes.comにて国内アマチュアツアーに参戦開始

2009年
- 9月28日 Jサイクルツアー第10戦飯田ロード BR-1 1位[1]
- JBCF Jエリートツアー「BR-1（現在のE1）」総合ランキングチーム・個人共に1位

2010年
- 宇都宮ブリッツェンに移籍加入しプロデビュー

2013年
- 那須ブラーゼンに移籍　選手兼取締役運営マネージャーに就任
- 膝の故障もあり、シーズン末に現役引退[3]

2014年
- 運営マネージャー専任

2016年
- 6月 那須ブラーゼンの管理運営会社であるNASPO株式会社代表取締役に就任